# Pyrinia pastazzata
Pyrinia pastazzata är en fjärilsart som beskrevs av Charles Oberthür 1912. Pyrinia pastazzata ingår i släktet Pyrinia och familjen mätare. Inga underarter finns listade.